# Jaco Pastorius (album)
Albums de Jaco Pastorius
Jaco
(1974) Word of Mouth (en)
(1981)
Jaco Pastorius, sorti en août 1976 chez Epic/Legacy (Sony), est le premier album solo officiel du bassiste de jazz fusion américain Jaco Pastorius.

## À propos de l'album
Un précédent album, Jaco, est sorti sous le nom de Paul Bley en 1974 sur le label Improvising Artists de Bley. On y trouve Pat Metheny à la guitare, Paul Bley au piano électrique et Bruce Ditmas à la batterie. Cet album marque le premier enregistrement de Metheny et Pastorius ensemble, qui s'étaient rencontrés l'année précédente à Miami, et se retrouveront l'année suivante sur le premier album de Metheny Bright Size Life.
Ce premier album solo est produit par Bobby Colomby, batteur et fondateur du groupe Blood, Sweat and Tears. 
Jaco Pastorius, alors âgé de 24 ans, est accompagné par les meilleurs musiciens de jazz fusion de l'époque : Herbie Hancock au clavinet et aux pianos acoustique et électrique, Narada Michael Walden (de Mahavishnu Orchestra et Allan Holdsworth) et Lenny White à la batterie (de Return to Forever), Randy Brecker à la trompette et son frère Michael Brecker au saxophone ténor, David Sanborn au saxophone alto, Wayne Shorter (de Weather Report) au saxophone soprano ainsi que par un orchestre de cordes de 18 musiciens.

## À propos des morceaux
Chaque morceau de l'album offre une direction différente.
L'album s'ouvre avec une reprise virtuose à la basse fretless de Donna Lee de Miles Davis (attribué à Charlie Parker sur la pochette). Sur cette pièce, Jaco à la basse fretless est seulement accompagné de Don Alias aux congas.
Come On, Come Over est un morceau funk-soul, hommage aux grands musiciens de rhythm and blues, soutenus par Herbie Hancock et les frères Randy et Michael Brecker. C'est aussi la seule chanson de l'album, avec les voix de Sam Moore et Dave Prater (du fameux duo Sam & Dave), le reste étant instrumental.
Continuum annonce le travail que fera Pastorius avec Weather Report,. C'est la seconde  pièce de l'album sur laquelle il joue une basse fretless. Herbe Hancock et Alex Darqui jouent le piano électrique Fender Rhodes en alternance.
Sur Kuru/Speak Like a Child, composé avec Herbie Hancock, on entend un ensemble à cordes magnifiquement arrangé par Pastorius.
La ballade Portrait of Tracy est un des morceaux-phares de l'album. Jaco est seul sur cette pièce.
Opus Pocus est un morceau mélangeant jazz fusion et calypso.
Okonkole Y Trompa, co-écrit avec le percussionniste Don Alias, est arrangé pour basse électrique, cor et percussions. On peut y entendre l'influence de Miles Davis.
Le dernier morceau de l'album, Forgotten Love, est une composition assez cinématographique, sur laquelle Pastorius ne joue pas, laissant toute la place à Hancock et à un orchestre à cordes. La basse étant ici remplacée par une contrebasse, alternée entre deux contrebassistes, Richard Davis et Homer Mensch
Deux autres morceaux ont été ajoutés sur la réédition de 2007 : (Used to Be a) Cha-Cha (prise alternative, inédite) et 6/4 Jam (inédit).

## Critique
Sur AllMusic, Rick Anderson écrit : « ...au-delà de sa technique phénoménale à la basse, et de l'étonnante maturité de ses compositions (il n'avait que 24 ans à la publication de l'album), on peut noter l'extraordinaire audace de ses arrangements... ».
Sacha O'Grady (All About Jazz) écrit : « Pastorius et ses amis ne font jamais de faux pas, jouant une musique aussi apaisante qu'exigeante. […] Cet album prouve sans l'ombre d'un doute que Jaco restera à jamais un des bassistes les plus importants. Le simple fait qu'il n'avait que 24 ans au moment de l'enregistrement rend l'album encore plus stupéfiant ».

## Distinction
En 2019, l'album reçoit le Grammy Hall of Fame Award.

## Titres
| No  | Titre                                                            | Musique                        | Durée |
| --- | ---------------------------------------------------------------- | ------------------------------ | ----- |
| 1.  | Donna Lee                                                        | Miles Davis                    | 2:27  |
| 2.  | Come On, Come Over                                               | Jaco Pastorius, Bob Herzog     | 3:53  |
| 3.  | Continuum                                                        | Jaco Pastorius                 | 4:32  |
| 4.  | Kuru/Speak Like A Child                                          | Jaco Pastorius, Herbie Hancock | 7:41  |
| 5.  | Portrait of Tracy                                                | Jaco Pastorius                 | 2:23  |
| 6.  | Opus Pocus                                                       | Jaco Pastorius                 | 5:29  |
| 7.  | Okonkole Y Trompa                                                | Jaco Pastorius, Don Alias      | 4:25  |
| 8.  | (Used to Be A) Cha-Cha                                           | Jaco Pastorius                 | 8:56  |
| 9.  | Forgotten Love                                                   | Jaco Pastorius                 | 2:12  |
| 10. | (Used to Be a) Cha-Cha (Pièce bonus inédite / Prise alternative) | Jaco Pastorius                 | 8:49  |
| 11. | 6/4 Jam (Pièce bonus inédite)                                    | Jaco Pastorius                 | 7:45  |

## Musiciens
1 Donna Lee
- Jaco Pastorius - basse fretless
- Don Alias - congas

2 Come On, Come Over
- Jaco Pastorius - basse électrique
- Herbie Hancock - clavinet, piano électrique Fender Rhodes
- Narada Michael Walden - batterie
- Don Alias - congas
- Sam Moore, Dave Prater - chant
- Randy Brecker, Ron Tooley - Trompette
- Peter Graves - trombone basse
- David Sanborn - saxophone alto
- Michael Brecker - saxophone ténor
- Howard Johnson - saxophone baryton

3 Continuum
- Jaco Pastorius - basse fretless
- Herbie Hancock - Fender Rhodes
- Alex Darqui - Fender Rhodes
- Lenny White - batterie
- Don Alias - congas

4 Kuru/Speak Like A Child
- Jaco Pastorius - basse électrique
- Herbie Hancock - piano acoustique
- Don Alias - congas, bongos
- Bobby Economou - batterie
- David Nadian, Harry Lookofsky, Paul Gershman, Joe Malin, Harry Cykman, Harold Kohon - violon
- Stewart Clarke, Manny Vardi, Julian Barber – alto
- Charles McCracken, Kermit Moore, Beverly Lauridsen - violoncelle
- Michael Gibbs : Arrangements des cordes

5 Portrait of Tracy
- Jaco Pastorius - basse électrique

6 Opus Pocus
- Jaco Pastorius - basse électrique
- Wayne Shorter - saxophone soprano
- Herbie Hancock - Fender Rhodes
- Othello Molineaux, Leroy Williams - steel drum
- Lenny White - batterie
- Don Alias - percussion

7 Okonkole Y Trompa
- Jaco Pastorius - basse électrique
- Peter Gordon - cor
- Don Alias - okonkoko iya, congas, cabasa;

8 (Used To Be A) Cha Cha
- Jaco Pastorius - basse électrique
- Hubert Laws - piccolo, flûte
- Herbie Hancock - piano acoustique
- Lenny White - batterie
- Don Alias - congas

9 Forgotten Love
- Herbie Hancock - piano acoustique
- David Nadian, Harry Lookofsky, Paul Gershman, Joe Malin, Harry Cykman, Harold Kohon, Matthew Raimondi, Max Pollinkoff, Arnold Black - violon
- Stewart Clarke, Manny Vardi, Julian Barber, Al Brown - alto
- Charles McCracken, Kermit Moore, Beverly Lauridsen, Beverly Lauridsen, Alan Shulman - violoncelle
- Richard Davis, Homer Mensch - contrebasse
- Michael Gibbs : Arrangements et direction des cordes

Pistes bonus sur la réédition 2007
10 "(Used to Be a) Cha-Cha" (prise alternative, inédite) (Jaco Pastorius) –
- idem piste 8

11 "6/4 Jam" (inédit) -
- Jaco Pastorius – basse électrique
- Herbie Hancock – Fender Rhodes
- Lenny White – batterie
- Don Alias – congas